# Плохих Марія Миколаївна
Марія Миколаївна Плохих (5 березня 1940 — 6 серпня 1998) — передовик радянського сільського господарства, доярка колгоспу «Авангард» Верхньомамонського району Воронезької області, Герой Соціалістичної Праці (1976).

## Біографія
Народилася в 1940 році в селі Гороховка, нині Верхньомамонського району Воронезької області в селянській російській родині. 
Освіта середня. Працювати почала в 1957 році в колгоспі "Авангард". З 1959 по 1983 роки працювала дояркою в цьому господарстві. Постійно брала участь у виставках досягнень народного господарства. Неодноразово відзначалася як передовик виробництва. За результатами роботи у восьмій п'ятирічці нагороджена Орденом Трудового Червоного Прапора. 
За підсумками роботи у 1974 році змогла надоїти більше 4000 літрів молока від кожної корови за рік. 
Указом Президії Верховної Ради СРСР від 23 грудня 1976 року за отримання високих результатів у сільському господарстві і рекордні показники за надоєм молока Марії Миколаївні Плохих присвоєно звання Героя Соціалістичної Праці з врученням ордена Леніна і медалі «Серп і Молот». 
Пізніше продовжувала працювати в колгоспі. Була депутатом Воронезької обласної ради депутатів. У 1983 році вийшла на заслужений відпочинок. 
Проживала у рідному селищі Гороховка. Померла 6 серпня 1998 року.

## Нагороди
- Золота зірка «Серп і Молот» (23.12.1976)
- Два ордени Леніна (06.09.1973, 23.12.1976)
- Орден Трудового Червоного Прапора (08.04.1971)
- інші медалі.